# Marta Szymańska
Marta Szymańska (ur. 26 lutego 1986 w Pucku) – polska siatkarka występująca na pozycji rozgrywającej. Reprezentantka Polski seniorek, juniorek i kadetek. W 2015 roku zakończyła karierę.

## Kluby
- UKS Trefl Gdynia (1997–2005) – trenerzy: Tadeusz Nosek, Adam Banach
- SMS PZPS Sosnowiec (2001–2005) – trenerzy: Mariusz Łobacz, Mariusz Pieczonka, Wojciech Kasza, Andrzej Peć
- Piast Szczecin (2005–2009) – trenerzy: Jerzy Taczała, Ireneusz Kłos, Marek Mierzwiński
- Trefl Sopot (2009/2010) – trener: Edward Pawlun
- Organika Budowlani Łódź (2010/2011) – trenerzy: Wiesław Popik, Małgorzata Niemczyk
- KPSK Stal Mielec (2011–2012) – trener: Adam Grabowski
- BKS Aluprof Bielsko Biała (2012–2014) – trenerzy: Wiesław Popik, Mirosław Zawieracz
- MLKS Roltex Zawisza Sulechów (2014–2015) – trener Marek Mierzwiński

## Sukcesy
Reprezentacja:
- I miejsce w kwalifikacjach Mistrzostw Europy kadetek 2003/2004
- VI miejsce w Mistrzostwach Europy kadetek 2003/2004
- VIII miejsce w Mistrzostwach Świata kadetek 2003/2004
- IX miejsce w Mistrzostwach Europy juniorek 2003/2004
- I miejsce w Mistrzostwach Polski Uniwersytetów 2007 Najlepsza rozgrywająca Finałów Mistrzostw Polski Szkół Wyższych
- I miejsce w Mistrzostwach Polski Uniwersytetów 2009
- Reprezentacja „B” Seniorek, Puchar Jelcyna Jekaterynburg, Uniwersjada Kazań (Rosja) 2013